# ピールスカ・オクロングラク機関庫協会

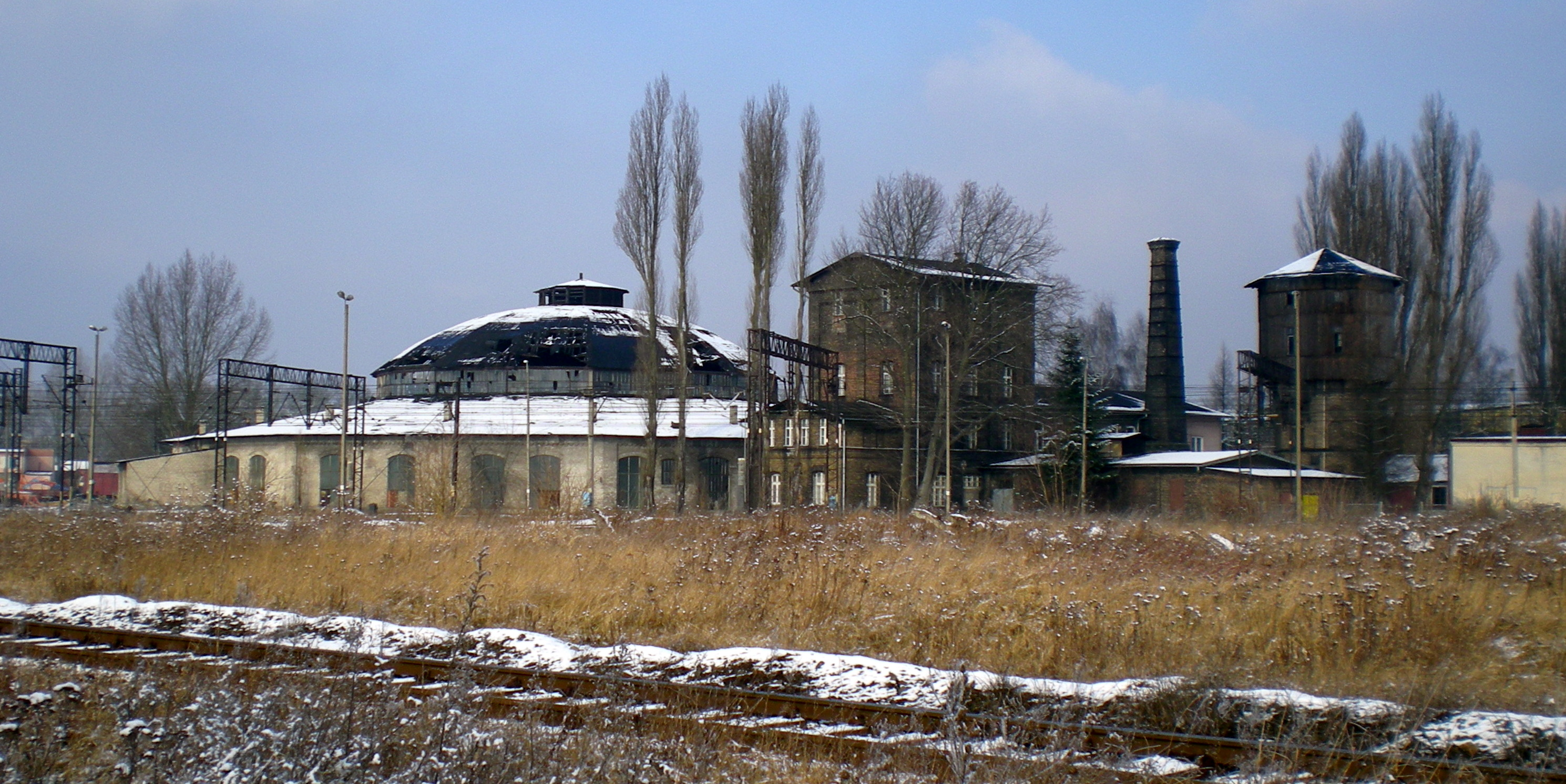
ピールスカ・オクロングラク機関庫協会

ピールスカ・オクロングラク機関庫協会（ピールスカ・オクロングラクきかんこきょうかい）は、ポーランドの北西部のピワの市民グループによって、2007年の春に設立された協会である。協会の活動は、歴史的で重要な記念物である蒸気機関車の機関庫を復元し、その敷地内に蒸気機関車工場を再現することや蒸気機関車に関する博物館の設立を目的にしている。
ピールスカ・オクロングラク機関庫の建設は1870年 - 1874年に行われ、当時のプロイセン王国における鉄道のめざましい発展と密接な関係がある。その建築様式は独特な技術を用いて建設された。このため、ピールスカ・オクロングラク機関庫はヨーロッパにおける機関庫建設のモデルともなった。何十年にも渡って使用されたピールスカ・オクロングラク機関庫は、1990年代に機関庫が閉鎖されたことにより、機関庫の存在そのものが忘れ去られることになった。放置された機関庫の寂しい様子を見るに忍びなく、ピワの市民グループが機関庫保護のために活動を始めたのが機関庫協会である。